# Dave Brubeck Quartet
Das Dave Brubeck Quartet war ein Jazz-Quartett, das 1951 von Dave Brubeck am Piano zusammen mit Paul Desmond am Saxophon gegründet wurde. Sie spielten lange Zeit im Blackhawk Club in San Francisco und erfuhren eine große Bekanntheit durch Alben wie Jazz at Oberlin, Jazz Goes to College, und Jazz Goes to Junior College. 

## Werdegang
Im Jahr 1958, nach verschiedenen Schlagzeugern und Bassisten, formierte sich das so genannte „Classic Quartet“, das sich aus Brubeck, Desmond, Joe Morello am Schlagzeug und Eugene Wright am Bass zusammensetzte und bis zur Auflösung der Band Bestand hatte. Im Jahr 1959 veröffentlichte das Dave Brubeck Quartet sein Album Time Out. Es enthielt ausschließlich Originalkompositionen, von denen fast keine im gewöhnlichen 4/4-Takt stand. Das Album erreichte mit Titeln wie Take Five, Blue Rondo à la Turk und Pick Up Sticks Platinstatus in den USA und Goldstatus in Großbritannien. Das Quartett konnte an diesen Erfolg mit den Alben wie Time Further Out (1961), Time in Outer Space und Time Changes aber nicht mehr anschließen.
Neben ihren Experimenten mit ungewöhnlichen Taktarten waren diese Alben bekannt dafür, zeitgenössische Kunst auf ihren jeweiligen Covern abzudrucken, unter anderem von Neil Fujita bei Time Out, Joan Miró bei Time Further Out, Franz Kline bei Time in Outer Space und Sam Francis bei Time Changes. Ein Höhepunkt für die Gruppe war ihr Live-Album aus dem Jahr 1963, At Carnegie Hall, das von dem Kritiker Richard Palmer als „Dave Brubecks bester Auftritt“ bezeichnet wurde.
Das Dave Brubeck Quartet löste sich im Jahr 1967 auf und traf nur für das 25-jährige Jubiläum im Jahr 1976 noch einmal zusammen.
Brubeck spielte auch abgesehen vom Classic Quartet oft in Quartettbesetzung, etwa als The New Brubeck Quartet (1977–1990er) mit dreien seiner Söhne oder als The Dave Brubeck Trio & Gerry Mulligan (1968–1972). Zu Anfang der 2000er nannte Brubeck seine Band mit Bobby Militello (Saxophon), Michael Moore (Kontrabass) und Randy Jones (Schlagzeug) wieder The Dave Brubeck Quartet.

## Diskografie

### Alben
| Jahr | Titel                                                | Höchstplatzierung, Gesamtwochen/‑monate, AuszeichnungChartplatzierungen (Jahr, Titel, Platzierungen, Wochen/Monate, Auszeichnungen, Anmerkungen) | Höchstplatzierung, Gesamtwochen/‑monate, AuszeichnungChartplatzierungen (Jahr, Titel, Platzierungen, Wochen/Monate, Auszeichnungen, Anmerkungen) | Höchstplatzierung, Gesamtwochen/‑monate, AuszeichnungChartplatzierungen (Jahr, Titel, Platzierungen, Wochen/Monate, Auszeichnungen, Anmerkungen) | Anmerkungen                                    |
| Jahr | Titel                                                | DE | UK | US | Anmerkungen                                    |
| ---- | ---------------------------------------------------- | --- | --- | --- | ---------------------------------------------- |
| 1954 | Jazz Goes to College                                 | — | — | US8 (19 Wo.)US |                                                |
| 1955 | Brubeck Time                                         | — | — | US5 (24 Wo.)US |                                                |
| 1955 | Dave Brubeck at Storyville: 1954                     | — | — | US8 (6 Wo.)US |                                                |
| 1955 | Jazz: Red Hot and Cool                               | — | — | US7 (3 Wo.)US |                                                |
| 1957 | Jazz Goes to Jr. College                             | — | — | US24 (1 Wo.)US |                                                |
| 1959 | Time Out                                             | DE14 (5 Mt.)DE | UK11 Gold · (1 Wo.)UK | US2 ×2Doppelplatin · (165 Wo.)US | Charteinstieg in DE erst 1962, in UK erst 1960 |
| 1960 | Bernstein Plays Brubeck, Brubeck Plays Bernstein     | — | — | US13 (7 Wo.)US |                                                |
| 1961 | Time Further Out                                     | — | UK12 (16 Wo.)UK | US8 (46 Wo.)US | Charteinstieg in UK erst 1962                  |
| 1962 | Countdown Time in Outer Space                        | — | — | US24 (21 Wo.)US |                                                |
| 1963 | Bossa Nova U.S.A.                                    | — | — | US14 (13 Wo.)US |                                                |
| 1963 | The Dave Brubeck Quartet At Carnegie Hall            | — | — | US37 (4 Wo.)US |                                                |
| 1964 | Time Changes                                         | — | — | US81 (9 Wo.)US |                                                |
| 2013 | Bennett/Brubeck: The White House Sessions, Live 1962 | — | — | US74 (2 Wo.)US |                                                |

grau schraffiert: keine Chartdaten aus diesem Jahr verfügbar

### Singles
| Jahr | Titel Album          | Höchstplatzierung, Gesamtwochen, AuszeichnungChartplatzierungen (Jahr, Titel, Album, Platzierungen, Wochen, Auszeichnungen, Anmerkungen) | Höchstplatzierung, Gesamtwochen, AuszeichnungChartplatzierungen (Jahr, Titel, Album, Platzierungen, Wochen, Auszeichnungen, Anmerkungen) | Höchstplatzierung, Gesamtwochen, AuszeichnungChartplatzierungen (Jahr, Titel, Album, Platzierungen, Wochen, Auszeichnungen, Anmerkungen) | Anmerkungen                   |
| Jahr | Titel Album          | AT | UK | US | Anmerkungen                   |
| ---- | -------------------- | --- | --- | --- | ----------------------------- |
| 1961 | Take Five –          | AT73 (1 Wo.)AT | UK6 Silber · (15 Wo.)UK | US25 (12 Wo.)US | Charteinstieg in AT erst 2012 |
| 1961 | Unsquare Dance –     | — | UK14 (12 Wo.)UK | US74 (6 Wo.)US |                               |
| 1962 | It’s A Raggy Waltz – | — | UK36 (3 Wo.)UK | — |                               |
| 1963 | Bossa Nova U.S.A. –  | — | — | US69 (7 Wo.)US |                               |

grau schraffiert: keine Chartdaten aus diesem Jahr verfügbar